# Jihlava
Jihlava (Duits: Iglau) is een Tsjechische statutaire stad in de regio Vysočina, en maakt deel uit van het district Jihlava. Historisch gezien is Jihlava een Moravische stad, maar tegenwoordig ligt de stad ook gedeeltelijk in Bohemen.  De stad ligt aan de gelijknamige rivier de Jihlava (Duits: Igel) en is de oudste mijnstad van Tsjechië. Jihlava telt 52.548 inwoners (2023).
Voor 1945 had de stad de op een na grootste gesloten Duitstalige gemeenschap binnen Tsjechisch-sprekend gebied (na Schönhengstgau/Hřebečsko). Het was de kern van een zogenaamd taaleiland (Duits: Sprachinsel). Hieraan kwam door de gewelddadige verdrijving van Duitsers na de Tweede Wereldoorlog een bloedig einde.

## Geschiedenis

Kaart van Jihlava (rond 1750)

Jihlava ontwikkelde zich sinds de vroege middeleeuwen als centrum van mijnbouw. In 1250 verhief Wenceslaus I van Bohemen de stad Iglavia tot koninklijke stad. De zilverwinning trok mijnwerkers uit met name Saksen aan, die autonoom stadsrecht wisten te verwerven. Ten behoeve van de voedselvoorziening werden rondom ook nieuwe dorpen aangelegd, en met vooral Beierse boeren bevolkt Zo ontstond een groot Duitstalig eiland midden in het koninkrijk Bohemen (zie Oostkolonisatie). Later werd textielbewerking door ingeweken Vlamingen aan het economische repertoire toegevoegd. Tijdens de hussietenopstanden, in de 15de eeuw, bleef de stad een katholiek en Duitstalig bolwerk, maar de strijd halveerde wel het inwonertal tot onder de 4.000. Dat werden er nog minder na de uitwijzing van de Joden. Bescheiden vooruitgang werd pas weer mogelijk toen in 1436 een verdrag tot stand kwam waarbij Sigismund van Luxemburg als koning van Bohemen werd gekozen en hij daarvoor een algemene godsdienstvrijheid moest toestaan, evenwel niet voor Joden. Voor hussieten en lutheranen zou in 1622 de vrijheid ook weer worden opgeheven. Sindsdien was Iglau een Oostenrijkse garnizoens- en provinciestad in het kroonland Moravië.
In de twee eeuwen durende strijd tussen Oostenrijk, Pruisen en Zweden is de stad meermaals belegerd en soms bezet. De Habsburgers versterkten haar tot een omvangrijke garnizoensplaats welke vier infanteriebataljons van het keizerlijk Oostenrijkse leger omvatte.
In de 19de eeuw nam de rivaliteit tussen Duitstalige Bohemers en Tsjechen toe zoals in de andere Boheemse en Moravische steden, onder invloed van de toestroom van plattelanders. Omdat deze bevolkingsinwijking allereerst vanuit de omringende Duitstalige dorpen kwam, bleef de stad voorlopig nog dominant Duits van taal en cultuur. Daarbij hoorden ook de Joden die zich pas rond het midden van de 19e eeuw weer in de stad mochten vestigen en daarna uitgroeiden tot een gemeenschap van 1.500 burgers. De ruim 25.000 inwoners tellende stadsbevolking was na de oprichting van het nieuwe Tsjechoslowakije bij het Verdrag van Saint-Germain in 1919 nog steeds voor 80% Duitstalig, maar daarna namen de Tsjechen die positie over. Met geweld werd de Duitstalige dominantie hersteld van 1940 tot 1945, na de annexatie van Sudetenland toen de nazi-bezetting het restant van Tsjechië en daarmee ook Iglau in het zogenaamde Protectoraat Bohemen en Moravië opnam. Veel tweetaligen pastten zich als 'Duitser' aan. Ruim duizend Joden werden uit Iglau afgevoerd naar en vermoord in vernietigingskampen. De bevrijding in mei 1945 leidde tot onteigening en het verlies van hun staatsburgerschap van de ruim tienduizend Duitstaligen en daaronder ook de meeste overgebleven Joden. Zij werden op grond van de Beneš-decreten afgemarcheerd in de richting van Oostenrijk, waarbij 2.000 het leven verloren. Zie Verdrijving van Duitsers na de Tweede Wereldoorlog. De gedeeltelijke ontvolking werd, althans statistisch, gecompenseerd door herhaaldelijke fusies met omringende gemeenten, maar in de stad zelf bleef de bevolking onder het vooroorlogse getalsniveau.
Vanaf 1951 werden in Jihlava showprocessen gehouden tegen tegenstanders van het communistisch bewind. Na de  inval van het Warschaupact in Tsjecho-Slowakije vond in Jihlava in 1969 de zelfverbranding van Evžen Plocek plaats.
In 2000 kreeg Jihlava de status statutaire stad.

## Geboren in Iglau/Jihlava volgens naoorlogse gemeentegrenzen
- Paul Ignaz Bayer (1656–1733), barokbouwmeester, maakte zich los van de tot dan dominante Noord-Italiaanse voorbeelden
- Karl Friedrich von Kübeck (1780–1855), hervormer van de Oostenrijkse staatsfinanciën
- Ottokar Lorenz (1832–1904), genealogisch historicus aan de universiteit van Wenen
- Heinrich Breitenstein, (1848–1930), arts en zoöloog in dienst van het Nederland-Indisch koloniaal bestuur
- Gustav Mahler (1860-1911), Oostenrijks componist van wereldfaam
- Franz Mannsbarth (1877–1950), Oostenrijks luchtvaartpionier
- Arthur Seyß-Inquart (1892-1946) Oostenrijks nazipoliticus, benoemd tot hoogste functionaris in het bezette Nederland; in Neurenberg tot de strop veroordeeld
- Rudi Weissenstein (1910-1992), Israëlisch fotograaf
- Alfred Habermann (1930–2008), werd na vestiging in Duitsland internationaal befaamd als kunstsmid en metaalbewerker
- Rupert Timpl (1936–2003), biochemicus aan Duitse universiteiten en ontdekker van extra-cellulaire matrix proteinen

Arnolec ·
Batelov ·
Bílý Kámen ·
Bítovčice ·
Bohuslavice ·
Borovná ·
Boršov ·
Brtnice ·
Brtnička ·
Brzkov ·
Cejle ·
Cerekvička-Rosice ·
Černíč ·
Čížov ·
Dlouhá Brtnice ·
Dobronín ·
Dobroutov ·
Dolní Cerekev ·
Dolní Vilímeč ·
Doupě ·
Dudín ·
Dušejov ·
Dvorce ·
Dyjice ·
Hladov ·
Hodice ·
Hojkov ·
Horní Dubenky ·
Horní Myslová ·
Hostětice ·
Hrutov ·
Hubenov ·
Hybrálec ·
Jamné ·
Jersín ·
Jezdovice ·
Ježená ·
Jihlava ·
Jihlávka ·
Jindřichovice ·
Kalhov ·
Kaliště ·
Kamenice ·
Kamenná ·
Klatovec ·
Kněžice ·
Knínice ·
Kostelec ·
Kostelní Myslová ·
Kozlov ·
Krahulčí ·
Krasonice ·
Lhotka ·
Luka nad Jihlavou ·
Malý Beranov ·
Markvartice ·
Měšín ·
Milíčov ·
Mirošov ·
Mrákotín ·
Mysletice ·
Mysliboř ·
Nadějov ·
Nevcehle ·
Nová Říše ·
Olšany ·
Olší ·
Opatov ·
Ořechov ·
Otín ·
Panenská Rozsíčka ·
Panské Dubenky ·
Pavlov ·
Plandry ·
Polná ·
Puklice ·
Radkov ·
Rančířov ·
Rantířov ·
Rohozná ·
Rozseč ·
Růžená ·
Rybné ·
Řásná ·
Řídelov ·
Sedlatice ·
Sedlejov ·
Smrčná ·
Stáj ·
Stará Říše ·
Stonařov ·
Strachoňovice ·
Střítež ·
Suchá ·
Svojkovice ·
Šimanov ·
Švábov ·
Telč ·
Třešť ·
Třeštice ·
Urbanov ·
Ústí ·
Vanov ·
Vanůvek ·
Vápovice ·
Velký Beranov ·
Větrný Jeníkov ·
Věžnice ·
Věžnička ·
Vílanec ·
Volevčice ·
Vyskytná nad Jihlavou ·
Vysoké Studnice ·
Vystrčenovice ·
Záborná ·
Zadní Vydří ·
Zbilidy ·
Zbinohy ·
Zdeňkov ·
Zhoř ·
Zvolenovice ·
Žatec ·
Ždírec